# 太平洋文鸟
太平洋文鸟（学名：Lonchura melaena），是梅花雀科文鸟属的一种，为巴布亚新几内亚的特有种。该物种的保护状况被评为无危。
太平洋文鸟的栖息地包括亚热带或热带的（低地）干草原、亚热带或热带的（低地）干燥疏灌丛和湿地。